# Celama diplogramma
Celama diplogramma är en fjärilsart som beskrevs av George Francis Hampson 1916. Celama diplogramma ingår i släktet Celama och familjen trågspinnare. Inga underarter finns listade i Catalogue of Life.